# Portada/efemèride octubre 23
Annie Lorrain Smith
« 22 d'octubre · 23 d'octubre · 24 d'octubre »